# Nói Albínói
Nói Albínói ist ein isländisches Filmdrama aus dem Jahr 2003.
Die Handlung spielt in der tristen Umgebung eines abgelegenen Dorfes auf Island mitten im Winter. Der Protagonist Nói ist ein Außenseiter zwischen Genie und Wahnsinn, der Film erzählt seine tragische Geschichte, durchsetzt von komischen Elementen.

## Handlung
Der 17-jährige Nói Kristmundsson wächst in einer tristen Umgebung auf. Er wohnt bei seiner meist stummen Großmutter, die ihre Freizeit mit Puzzlen, Stricken und Radio-Gymnastik verbringt. Sein Vater, der allzu sehr dem Alkohol zugeneigt ist, lebt in eher niedrigen Verhältnissen und arbeitet als Taxifahrer.
Nói strebt eine Karriere als Anwalt an und studiert heimlich im Keller Fachliteratur über isländisches Staatsrecht. Die Schule schwänzt er meistens und verwendet in dem Zusammenhang teilweise absurde Praktiken, so etwa ein Diktiergerät, das er seinem Banknachbarn Davið mitgibt und das für ihn den Unterricht aufzeichnen soll. Seine sonstige Freizeit verbringt er mit ebenfalls seltsam anmutenden Tätigkeiten, wie mit dem Zielschießen auf Eiszapfen oder der Manipulation eines in einer Tankstelle platzierten Einarmigen Banditen. Vom „gewonnenen“ Geld kauft sich Nói stets Malzbier.
Nóis Aussichtslosigkeit ändert sich erst, als an der Tankstelle das gleichaltrige Mädchen Íris zu arbeiten beginnt. Der schüchterne Nói verliebt sich in sie und gemeinsam träumen sie bei einem nächtlichen Einbruch ins Museum von dem Ausbruch aus der tristen Öde des Dorfes nach Hawaii. Wegen seines häufigen Fehlens wird Nói aus der Schule geworfen, was ihn weiter in die Einsamkeit treibt. Sein Vater besorgt ihm beim Dorfgeistlichen einen Job als Friedhofshelfer. Einsam und zusätzlich frustriert von der harten Arbeit des Grabaushebens im gefrorenen Boden unternimmt Nói einen Überfall auf die örtliche Bank, scheitert aber. Eines Tages klaut er ein Auto, um in die Ferne zu fahren. Doch Íris verweigert die Mitreise. Nói selbst wird bereits nach kurzer Strecke von der Polizei gestellt, aber aufgrund der geringen Größe des Ortes nicht weiter belangt.
Enttäuscht zieht sich Nói zu seinen Fachbüchern in den Keller zurück. Kurz darauf bricht eine Katastrophe in Form einer Lawine über das Dorf hinein und tötet praktisch alle Freunde und Verwandten von Nói einschließlich Íris, Davið und seiner Oma. Nur Nói überlebt in seinem geschützten Versteck, wo er zunächst unter den Schneemassen gefangen ist, dann aber von einem Suchtrupp gerettet wird. Durch das komplett zerstörte Dorf verliert Nói alles; was ihm bleibt, ist das Geburtstagsgeschenk seiner Großmutter: ein View-Master mit Hawaiibildern, mit dem er in den Trümmern seines Heims sehnsüchtig den Palmenstrand des Ziels seiner Träume betrachtet.

## Kritiken
Die Filmkritik äußerte sich positiv über den Film. So schrieb Remo Bräuchi bei cineman.ch:
„In seinem ersten Spielfilm beweist Kári eine beeindruckende Fähigkeit, Rhythmus und Stimmung eines aussergewöhnlichen Lebens in Bilder umzusetzen. Die karge, hypnotische Schönheit von «Noi Albinoi» wirkt immer auch erdrückend.“
Svenja Alsmann wertete bei Artechock.de: „Dagur Káris preisgekrönter Erstlingsfilm [entwickelt] eine Ambivalenz zwischen Stagnation und Aufbruch, zwischen Faszination und Ratlosigkeit, die einen noch lange nach dem Abspann weiter grübeln lässt.“ Beim deutschen Cinema hieß es: „Mit imposanten Landschaftstableaus, die von der Einsamkeit in der Eiswüste künden, mit bittersüßer Melancholie in den Gesichtern seiner Darsteller und mit einem in seiner Kompromisslosigkeit verblüffenden Ende lässt Kári seine Version der alten Rebellen-Leier aufregend neu aussehen.“
Das Lexikon des internationalen Films urteilte: „Vielschichtige, souverän zwischen Komik und Tragik, Groteske und Liebesfilm changierende Parabel auf das Anderssein und die damit verbundenen Schwierigkeiten. Der meisterlich inszenierte Debütfilm hält keine schnellen Erklärungen parat, spielt mit Geheimnissen und verleugnet nicht seine Nähe zu biblischen Motiven.“
kino.de urteilte: „Großes europäisches Kino! Spannend und in schönen Bildern erzählt dieser Film eine anrührende tragische Geschichte.“ „‚Nói Albinói‘ ist eine optimistische Tragödie voller poetischer Wahrheit und feinsinniger Komik über die Sehnsucht nach einem anderen Leben. Ein wunderbares Kinoerlebnis — melancholisch, unterhaltsam und befreiend.“

## Auszeichnungen
Es handelt sich um einen ungewöhnlichen Film, der das skandinavische Publikum im Sturm eroberte und beim International Film Festival Rotterdam triumphierte.
- 2003 Festival du cinéma nordique in Rouen: Großer Preis der Jury (Grand Prix du jury)